# Gran Premi d'Abu Dhabi del 2013
El Gran Premi d'Abu Dhabi de Fórmula 1 de la temporada 2013 s'ha disputat al Circuit de Yas Marina, de l'1 al 3 de novembre del 2013.

## Resultats de la qualificació
| Pos                       | No | Pilot               | Constructor          | Part 1   | Part 2   | Part 3   | Sortida |
| ------------------------- | -- | ------------------- | -------------------- | -------- | -------- | -------- | ------- |
| 1                         | 2  | Mark Webber         | Red Bull-Renault     | 1:41.568 | 1:40.575 | 1:39.957 | 1       |
| 2                         | 1  | Sebastian Vettel    | Red Bull-Renault     | 1:41.683 | 1:40.781 | 1:40.075 | 2       |
| 3                         | 9  | Nico Rosberg        | Mercedes             | 1:41.420 | 1:40.473 | 1:40.419 | 3       |
| 4                         | 10 | Lewis Hamilton      | Mercedes             | 1:40.693 | 1:40.477 | 1:40.501 | 4       |
| 5                         | 7  | Kimi Räikkönen      | Lotus-Renault        | 1:41.276 | 1:40.971 | 1:40.542 | 221     |
| 6                         | 11 | Nico Hülkenberg     | Sauber-Ferrari       | 1:41.631 | 1:40.931 | 1:40.576 | 5       |
| 7                         | 8  | Romain Grosjean     | Lotus-Renault        | 1:41.447 | 1:40.948 | 1:40.997 | 6       |
| 8                         | 4  | Felipe Massa        | Ferrari              | 1:41.254 | 1:40.989 | 1:41.015 | 7       |
| 9                         | 6  | Sergio Pérez        | McLaren-Mercedes     | 1:41.687 | 1:40.812 | 1:41.068 | 8       |
| 10                        | 19 | Daniel Ricciardo    | Toro Rosso-Ferrari   | 1:41.884 | 1:40.852 | 1:41.111 | 9       |
| 11                        | 3  | Fernando Alonso     | Ferrari              | 1:41.397 | 1:41.093 |          | 10      |
| 12                        | 14 | Paul di Resta       | Force India-Mercedes | 1:41.676 | 1:41.133 |          | 11      |
| 13                        | 5  | Jenson Button       | McLaren-Mercedes     | 1:41.817 | 1:41.200 |          | 12      |
| 14                        | 18 | Jean-Éric Vergne    | Toro Rosso-Ferrari   | 1:41.692 | 1:41.279 |          | 13      |
| 15                        | 16 | Pastor Maldonado    | Williams-Renault     | 1:41.365 | 1:41.395 |          | 14      |
| 16                        | 17 | Valtteri Bottas     | Williams-Renault     | 1:41.862 | 1:41.447 |          | 15      |
| 17                        | 12 | Esteban Gutiérrez   | Sauber-Ferrari       | 1:41.999 |          |          | 16      |
| 18                        | 15 | Adrian Sutil        | Force India-Mercedes | 1:42.051 |          |          | 17      |
| 19                        | 21 | Giedo van der Garde | Caterham-Renault     | 1:43.252 |          |          | 18      |
| 20                        | 22 | Jules Bianchi       | Marussia-Cosworth    | 1:43.398 |          |          | 212     |
| 21                        | 20 | Charles Pic         | Caterham-Renault     | 1:43.528 |          |          | 19      |
| 22                        | 23 | Max Chilton         | Marussia-Cosworth    | 1:44.198 |          |          | 20      |
| Temps pel 107% : 1:47.741 |    |                     |                      |          |          |          |         |
| Font:                     |    |                     |                      |          |          |          |         |

Notes:

^1  - Kimi Räikkönen va ser desqualificat perquè el seu monoplaça no va passar els test (sòl del cotxe)

^2  - Jules Bianchi va ser penalitzat amb 5 posicions per substituir la caixa de canvi.

## Resultats de la Cursa
| Pos   | No | Pilot               | Constructor          | Voltes | Temps / Retirada | Pos.Sortida | Punts |
| ----- | -- | ------------------- | -------------------- | ------ | ---------------- | ----------- | ----- |
| 1     | 1  | Sebastian Vettel    | Red Bull-Renault     | 55     | 1h 38' 06. 106   | 2           | 25    |
| 2     | 2  | Mark Webber         | Red Bull-Renault     | 55     | + 30.829 s       | 1           | 18    |
| 3     | 9  | Nico Rosberg        | Mercedes             | 55     | + 33.650 s       | 3           | 15    |
| 4     | 8  | Romain Grosjean     | Lotus-Renault        | 55     | + 34.802 s       | 6           | 12    |
| 5     | 3  | Fernando Alonso     | Ferrari              | 55     | + 1:07.181 min.  | 10          | 10    |
| 6     | 14 | Paul di Resta       | Force India-Mercedes | 55     | + 1:18.174 min.  | 11          | 8     |
| 7     | 10 | Lewis Hamilton      | Mercedes             | 55     | + 1:19.267 min.  | 4           | 6     |
| 8     | 4  | Felipe Massa        | Ferrari              | 55     | + 1:22.886 min.  | 7           | 4     |
| 9     | 6  | Sergio Pérez        | McLaren-Mercedes     | 55     | + 1:31.198 min.  | 8           | 2     |
| 10    | 15 | Adrian Sutil        | Force India-Mercedes | 55     | + 1:33.257 min.  | 17          | 1     |
| 11    | 16 | Pastor Maldonado    | Williams-Renault     | 55     | + 1:35.989 min.  | 14          |       |
| 12    | 5  | Jenson Button       | McLaren-Mercedes     | 55     | + 1:43.767 min.  | 12          |       |
| 13    | 12 | Esteban Gutiérrez   | Sauber-Ferrari       | 55     | + 1:44.295 min.  | 16          |       |
| 14    | 11 | Nico Hülkenberg     | Sauber-Ferrari       | 54     | + 1 Volta        | 5           |       |
| 15    | 17 | Valtteri Bottas     | Williams-Renault     | 54     | + 1 Volta        | 15          |       |
| 16    | 19 | Daniel Ricciardo    | Toro Rosso-Ferrari   | 54     | + 1 Volta        | 9           |       |
| 17    | 18 | Jean-Éric Vergne    | Toro Rosso-Ferrari   | 54     | + 1 Volta        | 13          |       |
| 18    | 21 | Giedo van der Garde | Caterham-Renault     | 54     | + 1 Volta        | 18          |       |
| 19    | 20 | Charles Pic         | Caterham-Renault     | 54     | + 1 Volta        | 19          |       |
| 20    | 22 | Jules Bianchi       | Marussia-Cosworth    | 53     | + 2 Voltes       | 21          |       |
| 21    | 23 | Max Chilton         | Marussia-Cosworth    | 53     | + 2 Voltes       | 20          |       |
| Ret   | 7  | Kimi Räikkönen      | Lotus-Renault        | 0      | Accident         | 22          |       |
| Font: |    |                     |                      |        |                  |             |       |